# Fehércombú bóbitásantilop
A fehércombú bóbitásantilop (Cephalophus adersi) az emlősök (Mammalia) osztályának párosujjú patások (Artiodactyla) rendjébe, ezen belül a tülkösszarvúak (Bovidae) családjába és a bóbitásantilop-formák (Cephalophinae) alcsaládjába tartozó faj.
A neve szuahéli nyelven Nunga, kipokomo nyelven Kunga marara és giriama nyelven Harake.

## Előfordulása, élőhelye
A fehércombú bóbitásantilop Kenyában és Tanzániában élő állatfaj. Zanzibár legnagyobb szigetén, Unguján csaknem endemikusnak tekinthető, mert bár korábban a fajt úgy jellemezték, hogy a kenyai Mombasától északra elterülő erdőkben, bozótosokban, egészen a szomáliai határig széleskörűen elterjedt fajt, gyorsan zsugorodó élőhelye miatt létszáma súlyosan lecsökkent. A kenyai Kilifitől északnyugatra eső Arabuko-Sokoke Nemzeti Park erdőségeiben a faj még mindig jelen van, bár évente csak néhány igazolt észlelésről számolnak be. Ez az erdőség 416,8 km² területű. 2004-ben Kenya északi részében, a Tana folyó deltájától északra fekvő Dodori Nemzeti Vadrezervátumban vélték megpillantani.
Lehetséges, hogy a fehércombú bóbitásantilop egykor a Pemba sziget közelében fekvő Fundo-szigeten is élt, továbbá betelepítették a Funzi-szigetre is, de azóta mindkét szigetről eltűnt. 2000 februárjában öt egyedet telepítettek Zanzibárból a Chumbe-szigetre, ahol egy nőstény már előzőleg megtelepedett.

## Megjelenése
A fehércombú bóbitásantilop kis méretű antilopfajta, tömege nem haladja meg a 12 kg-ot. Úgy tűnik azonban, hogy elterjedési területe mentén súlya fokozatosan változik, Zanzibár középső és keleti részén tömege 12 kg körüli, míg a sziget déli részén mindössze 7,5 kg. Testhossza fejével együtt 66–72 cm, marmagassága 30 cm.
Szőrzete lágy és selymes, szerkezetében nincs észrevehető változás a nyaktól a test hátsó feléig. Testének jellemző színe vörösesbarna, mely a nyakon kissé szürkébb színű. A Zanzibár déli részén elterülő Jozani erdőben élő egyedek színe világosabb. Ennek a bóbitásantilop-fajnak jellemző jegye a farán látható széles fehér sáv, mely beleolvad testének világosabb alsó részébe. Vöröses színű lábain fehér pöttyök láthatók, melyeket a patái felett látható fekete-fehér folt még tovább hangsúlyoz.
Fején – mint általában a legtöbb bóbitásantilop-fajnál – vöröses szőrbóbita található. A bóbita két oldalán nőnek a rövid, egyszerű, hegyes szarvak, melyeknek hossza 3–6 cm. Pofájának eleje csúcsos, orra vége lapos. Fülének hossza 7–8,3 cm, nyakszirtjén szőrből kialakult feltűnő szőrforgó látható.

## Életmódja
A fehércombú bóbitásantilop a partvidéki erdők, bozótosok lakója. Ez a faj képes megélni a tenger közeli, meglehetősen száraz cserjésben, vagy korallkinövések között is – Zanzibáron a víz nélküli, ősi koralltelepek maradványain növő magas bozótosban él. A kenyai Arabuko-Sokoke Nemzeti Parkban gyakran megtalálhatók a Cynometra növényfaj sűrű bozótosaiban.
A kontinensen a Cephalophus adersi élőhelye átfedést mutat a Cephalophus harveyi-ével, míg Zanzibáron a Cephalophus monticoláéval, bár ökológiai szétválásukról nincs információ.
A bóbitásantilopok egyik ismert kutatója, Kingdon szerint a faj egyedei párokban élnek, melyek területüket védelmezik. Területüket a fejükön található illatmirigyeknek ágakhoz dörzsölésével, illetve ürülékkupacokkal jelölik meg. A fehércombú bóbitásantilop csaknem teljes mértékben nappali életmódot folytat – éjszaka csak nagyon ritkán lehet megfigyelni. Hajnaltól nagyjából délelőtt 11 óráig táplálkozik, melyet egy pihenő és kérődző időszak követ. Nagyjából délután 3-kor ismét aktívvá válik, és egészen napnyugtáig folytatja a táplálékszerzést. Félénk faj, a zajokra nagyon érzékeny. Emiatt kutyákkal történő hajtással vadásszák őket, vagy táplálkozó helyükön rejtőzve várnak rájuk.

### Táplálkozása
Fő táplálékát a lehullott virágok, gyümölcsök , levelek jelentik – gyakran a fákon táplálkozó majmok vagy madarak által elejtett hulladékot fogyasztják. A Cephalophus adersi nagy mértékben függ a területre jellemző fákon bőségesen termő virágoktól és bogyóktól, például az ébenfa  (Diospyros consolataei), a Cassine aethiopica, az Euclea schimperi, a Canthium spp. és a Polyspheria termésétől. Ezeken kívül szívesen elfogyasztja a hajtásokat, rügyeket és más, a talajszinten növő friss élelmet. A faj a megfigyelések szerint jól megvan vízivás nélkül, a szükséges vizet a táplálékából szerzi meg.

## Szaporodása
Gyakorlatilag nincs információ a faj szaporodásáról. Kingdon jelentése szerint a párzás az év bármely szakában bekövetkezhet.

## Természetvédelmi helyzete
A faj helyzetének vizsgálatára napjainkig három felmérést végeztek Zanzibáron. Az 1982-es első felmérés szerint a faj létszáma 5000 egyed körül volt. A második, sokkal alaposabb felmérés a populáció számát 2000-re becsülte. A populációk öt kisebb alpopulációra oszlottak, melyek között különböző fokú kapcsolódás volt. A felmérés szerint a legfontosabb csoportok az északi Kiwengwa-erőbeli, a központi, Jozani-Chwaka-öböl környéki és a déli, Mtende környéki csoportok. A harmadik felmérést 1999-ben végezték, ez a felmérés, ugyanazon a területen a populáció létszámát 614±46 egyedre tette. Ez a faj egyedszámának 17 év alatti 87,7±0,7%-os csökkenését jelenti. Mivel azonban a felmérések módszerei különbözőek voltak, az eredményeket nem lehet közvetlenül összehasonlítani. Mindamellett nyilvánvaló, hogy az utóbbi évtizedekben a faj létszáma jelentősen visszaesett.
A kenyai Arabuko-Sokoke Nemzeti Parkban talán még közelebb áll a faj a kihaláshoz. Egy 1999-ben végzett felmérés létszámát 500 egyedre becsülte. Ez az adat azonban mindössze három megfigyelt egyed extrapolációjából adódott, ezért óvatosan kezelendő. A legfrissebb felmérések csak nagyon kevés egyedet találtak (hármat 1999-ben, kettőt 2002-ben és kettőt 2003-ban)
A faj számára a fő fenyegetést az élőhely elvesztése és a vadászat jelenti. A fehércombú bóbitásantilopot különösen kedvelik puha bőre és jóízű húsa miatt.
A fajt a Természetvédelmi Világszövetség a kihalófélben lévő fajok közé sorolja.

## Érdekesség
A fehércombú bóbitásantilopot Kingdon azon ősi evolúciós állomány képviselőjének tartotta, melyből az össze mondern bóbitásantilop leszármazott. Emiatt a fajt néha törpe vörös bóbitásantilopnak is nevezik. Beszűkült előfordulási helye következtében néha „zanzibári bóbitásantilop” néven is emlegetik.